# X年後の関係者たち
『X年後の関係者たち〜あのムーブメントの舞台裏〜』（エックスねんごのかんけいしゃたち あのムーブメントのぶたいうら）は、日本のBS放送・BS-TBSにて毎週木曜 21:00 - 21:54に放送されている、トークバラエティ番組である。MC（司会進行）はタレントのカズレーザー（メイプル超合金）。
2021年10月5日より放送を開始。2023年9月19日までは毎週火曜 23:00 - 23:54で放送されたが、同年10月2日より放送曜日を変更し、毎週月曜 23:00 - 23:54の放送となった（2025年3月24日まで）。2025年4月3日からは放送曜日・放送時刻ともに変更、毎週木曜 21:00 - 21:54の放送となった。
放送終了後にTBS FREE・TVerでも最新回を無料ネット配信で視聴可能。

## 概要
かつて一大ブームを巻き起こしたベストセラー商品や社会現象となったプロジェクトを取り上げ、それらに深く携わった関係者を招きVTRと共に当時を振り返りつつ、その「ムーブメント」が起こった際に関係者が何を考え行動していたか、今だからこそ話せる「舞台裏」を同窓会の形式で振り返る。また、当回のムーブメントが起きた時代をよく知る人物が「立会人」として参加する回もある。
本番組の開始時期は、いわゆる「コロナ禍」の真っ只中であり、カズレーザーも新型コロナウイルス感染症の濃厚接触者扱いとなったことから感染防止対策として、大型ディスプレイ越しのリモート進行として担当した時期もある。

## 放映リスト
肩書はいずれも本放送時点のもの
第1回 「iモード」
本放送：2021年10月5日
スタジオゲスト：夏野剛、栗田穣崇
リモートゲスト：榎啓一
立会人：ひろゆき（2ちゃんねる創設者）
第2回 「ハドソン」
本放送：2021年10月12日
スタジオゲスト：高橋名人（高橋利幸）、桜田名人（桜田一郎）
リモートゲスト：川田名人（川田忠之）
立会人：フジタ（ゲーム芸人）
第3回 「コギャル」
本放送：2021年11月2日
スタジオゲスト：米原康正（雑誌「egg」元編集者）、中根麗子（元SHIBUYA109「EGOIST」カリスマ店員）、紺野ぶるま（芸人）
リモートゲスト：長田麻衣（SHIBUYA109エンターテイメントSHIBUYA109lab.所長）
第4回 「G-SHOCK」
本放送：2021年11月9日
スタジオゲスト：＜カシオ計算機株式会社社員＞上間卓、小山睦、齊藤慎司、赤城貴康（デザイン開発統轄部 第一デザイン部 Gデザイン室 室長）
VTR出演：山下健二郎（三代目 J SOUL BROTHERS from EXILE TRIBE）
第5回 「VAIO」
本放送：2021年11月30日
スタジオゲスト：＜VAIO C1開発者＞渋谷昇、林薫、丸山由幸、川平吉樹
立会人：ひろゆき（2ちゃんねる創設者）
第6回 「女子プロレス」
本放送：2021年12月7日
スタジオゲスト：ダンプ松本、キューティー鈴木、ロッシー小川
リモートゲスト：長与千種
立会人：吉田豪（フリーライター）
第7回 「1985年 阪神タイガース」
本放送：2022年1月4日
ゲスト：掛布雅之（元阪神タイガース選手代表）、千秋（ファン代表）、改発博明（スポーツ報道記者代表）
立会人：池田純（横浜DeNAベイスターズ 初代球団社長）
第8回 「バンドブーム」
本放送：2022年1月18日
ゲスト：大槻ケンヂ（筋肉少女帯）、石川浩司（元たまメンバー）、萩原健太（音楽評論家）
立会人：綾小路翔（氣志團）
第9回 「SEGA アーケードゲーム」
本放送：2022年2月1日
ゲスト：鈴木裕（元セガ所属。『ハングオン』・『バーチャファイター』開発指揮）、深澤光晴（『UFOキャッチャー』開発責任者）、小川明俊（東京ジョイポリス初代館長）
立会人：石井ぜんじ（『ゲーメスト』元編集長）
第10回 「月刊ムー」
本放送：2022年2月15日
ゲスト：三上丈晴（月刊ムー5代目編集長）、並木伸一郎（超常現象研究家）、石原誠（漫画家・ムー愛読者代表）
立会人：鹿目凛（でんぱ組.inc）
第11回 「セガサターン・次世代ゲーム機」
本放送：2022年3月1日
ゲスト：岡安啓司（元セガ所属。セガサターン版『バーチャファイター』メインプログラマー）、宮崎浩幸（セガ所属）、吉田徹（セガ所属。当時「よしぼん」名義で様々なセガの家庭用ゲーム機にかかわる。現グラフィックデザイン部 所属）、小林俊一（現・有限会社デジタルシステム 代表取締役社長）
立会人：フジタ（ゲーム芸人）
第12回 「ドン・キホーテ」
本放送：2022年3月15日
ゲスト：松元和博（取締役兼専務執行役員CMO）、森谷健史（PB事業戦略本部長執行役員）、高橋利明（地域渉外担当部長）
立会人：タリキ（ドンキ芸人）
第13回 「瞬足」
本放送：2022年3月29日
ゲスト：大滝慎一（足利第一工場シューズ企画開発グループ グループ長）、伊藤信一（シューズ第二営業本部 子供・スポーツグループ営業三課）、高住明日香（シューズ第二営業本部 子供・スポーツグループ営業三課）
立会人：藤本美貴（タレント）
第14回 「スーパーカーブーム」
本放送：2022年4月12日
ゲスト：池沢早人師（漫画家・『サーキットの狼』作者）、鞍和彦（有限会社キャステルオートサービス代表取締役社長）、いのうえ・こーいち（作家）、山田たかお（落語家）
第15回 「不作の83年組アイドル」
本放送：2022年5月3日
ゲスト：松本明子（83年組）、森尾由美（83年組）、小林千絵（83年組）、松本伊代（82年組）
立会人：中森明夫（アイドル評論家・作家）
第16回 「海洋堂」
本放送：2022年5月17日
ゲスト：宮脇修一（海洋堂　専務）、田熊勝夫（海洋堂　造形師）、大森健（海洋堂　広報）
立会人：MAX渡辺（プロモデラー・マックスファクトリー代表）
第17回 「ねるねるねるね」
本放送：2022年5月24日
ゲスト：中村秀男（元・食品研究所 所長　ねるねるねるね生みの親）、鈴木秀喜（食品研究所　研究員）、吉田龍矢（食品研究所・知育菓子チームリーダー）、宮迫雅（マーケティング室　知育菓子担当）
進行：上路雪江（フリーアナウンサー）
第18回 「幻冬舎」
本放送：2022年6月21日
ゲスト：石原正康（幻冬舎　専務取締役　編集最高責任者）、舘野晴彦（幻冬舎　専務取締役）、花立融（幻冬舎　常務取締役）、菊地朱雅子（幻冬舎　取締役）
第19回 「浦沢直樹」
本放送：2022年7月5日
ゲスト：浦沢直樹（漫画家）
第20回 「ニコニコ動画」
本放送：2022年7月19日
ゲスト：栗田穣崇（株式会社ドワンゴ専務取締役　ニコニコ運営代表）、ひろゆき（実業家　2ちゃんねる開設者）、戀塚昭彦（ニコニコ動画プログラマー）、百花繚乱（ニコニコ生主）
第21回 「初音ミク」
本放送：2022年8月2日
ゲスト：佐々木渉（クリプトン・フューチャー・メディア株式会社「初音ミク」の開発責任者）、剣持秀紀（ヤマハ株式会社VOCALOIDプロジェクトリーダー）、ピノキオピー（作曲家／ボカロP）、仁平淳宏（ドワンゴ／一般社団法人日本ネットクリエイター協会専務理事）
VTR出演：Ado
立会人：古坂大魔王（お笑い芸人）
第22回 「ディスコブーム」
本放送：2022年8月30日
ゲスト：DJ KOO（DJ タレント）、田中美奈子（女優）、川合俊一（日本バレーボール協会会長　タレント）
立会人：甘糟りり子（作家）
第23回 「ブルートレイン」
本放送：2022年9月13日
ゲスト：荒川好夫（元国鉄・広報カメラマン　鉄道写真家）、松本典久（鉄道ジャーナリスト）、いのうえ・こーいち（鉄道写真家）、吉川正洋（芸人・ダーリンハニー）
第24回 「大映ドラマ」
本放送：2022年9月27日
ゲスト：松村雄基（俳優）、伊藤かずえ（俳優）、山中伊知郎（脚本家）、渡邉良介（大映テレビ株式会社　代表取締役社長）
立会人：松村邦洋（タレント）
第25回 「声優ブーム」
本放送：2022年10月11日
ゲスト：神谷明、三ツ矢雄二、緒方恵美、國府田マリ子、櫻井智
立会人：冨田明宏（アニソン評論家）
第26回 「SHARP」
本放送：2022年10月25日
ゲスト：西村博（スマートディスプレイシステム事業本部　国内TV事業部販売推進部）、林孝之（通信事業本部パーソナル通信事業部　商品企画部部長）、山本義和（SmartAppliances & Solutions事業本部　国内スモールアプライアンス事業部　ヘルシオ企画開発部　係長）、福岡慶子（SmartAppliances & Solutions事業本部　国内スモールアプライアンス事業部　調理ソリューション企画開発部　係長）
立会人：安蔵靖志（家電ジャーナリスト）
第27回 「東映魔女っ子」
本放送：2022年11月8日
ゲスト：関弘美（アニメプロデューサー）、佐藤順一（アニメーション監督）、横山賢二（アニメプロデューサー）、堀江美都子（声優）
第28回 「欽ちゃんファミリー」
本放送：2022年11月22日
ゲスト：関根勤、小堺一機、山口良一、鶴間政行（放送作家）
第29回 「FIFAワールドカップ日韓大会」
本放送：2022年12月6日
ゲスト：小倉純二（日本組織委員会　事務総長代理／元日本サッカー協会会長）、濱口博行（日本招致委員会　国際部長／広島経済大学教授）、水谷尚人（日本組織委員会／株式会社湘南ベルマーレ社長）
立会人：平畠啓史（お笑い芸人）
第30回 「SASUKE」
本放送：2022年12月20日
ゲスト：乾雅人（SASUKE総合演出）、小美野淳一（SASUKE美術プロデューサー）、山田勝己（ミスターSASUKE）、漆原裕治（2度のSASUKE完全制覇者）
第31回 「𠮷田カバン」
本放送：2023年1月10日
ゲスト：吉田幸裕（株式会社吉田　代表取締役社長）、松原賢一郎（株式会社吉田　取締役本部長）、橋本浩（鞄職人）
立会人：増田貴久（NEWS）
第32回 「平成プロレス」
本放送：2023年1月24日
ゲスト：武藤敬司（プロレスラー）、小橋建太（元プロレスラー）、辻よしなり（フリーアナウンサー）
立会人：金沢克彦（週刊ゴング元編集長）
第33回 「ラ・ママ新人コント大会」
本放送：2023年2月7日
ゲスト：渡辺正行（コント赤信号）、肥後克広（ダチョウ倶楽部）、小沢一敬（スピードワゴン）
第34回 「スニーカーブーム」
本放送：2023年2月21日
ゲスト：本明秀文（atomos創設者）、高見薫（元ナイキジャパンスタッフ）、小澤匡行（元「Boon」編集者）
第35回 「機動警察パトレイバー」
本放送：2023年3月7日
ゲスト：ゆうきまさみ（漫画家）、出渕裕（メカニックデザイナー）、伊藤和典（脚本家）、真木太郎（アニメプロデューサー）
第36回 「ヘルシア緑茶」
本放送：2023年3月21日
ゲスト：近藤めぐみ（元フード&ビバレッジ事業部開発）、高津英之（ヘルス&ウェルネス研究所グループリーダー）、花岡幸司（ヘルス&ウェルネス研究所シニア）、柳田雄一（ヘルス&ウェルネス事業部 ヘルシアブランドマネージャー）
第37回・第38回「スパリゾートハワイアンズ」＜前編＞・＜後編＞
本放送：2023年3月28日・同年4月4日
ゲスト：坂本征夫（常磐興産株式会社　元取締役）、関根一志（常磐興産株式会社 取締役執行役員）、猪狩梨江（常磐興産株式会社 元フラガール）
第39回 「UHA味覚糖」
本放送：2023年4月18日
ゲスト：長田健二（UHA味覚糖 OB 元シゲキックス開発者）、山本崇雄（UHA味覚糖 品質保証室 室長）、鈴木潔（UHA味覚糖 取締役／開発ディビジョン 責任者）、関口祐介（UHA味覚糖 マーケティングディビジョン 責任者）
立会人：武者慶佑（日本グミ協会 名誉会長）
第40回 「マクロス」
本放送：2023年5月2日
ゲスト：河森正治（原作・メカデザイン・監督）、美樹本晴彦（キャラクターデザイン・作画監督）、板野一郎（メカ作画監督）、佐々木史朗（マクロスⅡ以降の作品の音楽プロデューサー）
立会人：渡辺隆史（元アニメージュ/ニュータイプ編集長）
第41回 「天使のブラ」
本放送：2023年5月16日
ゲスト：岩橋朝子（トリンプ・インターナショナル・ジャパン株式会社　マーチャンダイジング）、小林和恵（トリンプ・インターナショナル・ジャパン株式会社　プロダクトデベロップメント）、坂田修子（トリンプ・インターナショナル・ジャパン株式会社　ブランドPR）、竹田真理子（トリンプ・インターナショナル・ジャパン株式会社　フィット＆パターン）
立会人：湯浅美和子（下着美容研究家、フリーアナウンサー、NBF認定インティメイトアドバイザー）
第42回 「樋口真嗣と日本特撮」
本放送：2023年6月13日
ゲスト：樋口真嗣（映画監督）
第43回 「あまおう」
本放送：2023年6月27日
ゲスト：三井寿一（あまおうの生みの親）、木下裕二（JA全農ふくれん 副本部長）、福川祥広（東京青果株式会社 取締役）
第44回 「フジロック」
本放送：2023年7月11日
VTR出演：日高正博（株式会社スマッシュ 代表／フジロック創始者）
ゲスト：小川大八（株式会社スマッシュ 代表取締役）、鯉沼源多郎（フジロックフェスティバル事務局）、櫻井直己（株式会社ホットスタッフ・プレゼンツ 代表取締役）、岡田美和（舞台監督）
第45回 「龍が如く」
本放送：2023年7月25日
ゲスト：横山昌義（龍が如くスタジオ 代表）、黒田崇矢（桐生一馬役）、三元雅芸（モーションアクター）、深川大輔（龍が如くスタジオ イベントシーン制作統括）
第46回 「赤城乳業」
本放送：2023年8月8日
ゲスト：鈴木政次（赤城乳業 元常務取締役／ガリガリ君 育ての親）、萩原史雄（赤城乳業 開発マーケティング本部 本部長）、岡本秀幸（赤城乳業 開発マーケティング本部）、安田知佳（赤城乳業　開発マーケティング本部 商品開発部第一チーム）
第47回 「アロンアルフア」
本放送：2023年8月22日
ゲスト：石井宏明（東亞合成アロンアルフア事業部）、中川秀樹（東亞合成高岡工場技術開発課）、安藤勝（東亞合成Ｒ＆Ｄ総合センター）、藤田晴香（東亞合成アロンアルフア事業部）
第48回 「ニチレイ」
本放送：2023年9月5日
ゲスト：松田大資（株式会社ニチレイフーズ 執行役員）、栩木英利（株式会社ニチレイフーズ）、北河麻里子（株式会社ニチレイフーズ）
立会人：山本純子（冷凍食品ジャーナリスト）
第49回 「ソフビブーム」
本放送：2023年9月12日
ゲスト：神永英司（株式会社マルサン 代表取締役）、ハマハヤオ（原型師）、IZUMO（ソフビアーティスト）
立会人：なべやかん（タレント・ソフビコレクター）
第50回 「ヒットの法則SP」（総集編）
本放送：2023年9月19日
取り上げた回：iモード・UHA味覚糖・欽ちゃんファミリー・あまおう・SEGAアーケード・龍が如く・マクロス・SASUKE・機動警察パトレイバー
第51回 「明治 きのこの山・たけのこの里」
本放送：2023年10月2日
ゲスト：藤原成一（研究本部 商品開発研究所 カカオ開発研究部 部長）、森永寛（グローバルカカオ事業本部 カカオ開発部 カカオニュービジネスG長）、木原純（グローバルカカオ事業本部 カカオマーケティング部 CXSG G長）、杉山詩織（グローバルカカオ事業本部 カカオマーケティング部 カカオG）
第52回 「ドーハの悲劇」
本放送：2023年10月16日
ゲスト：柱谷哲二（元サッカー日本代表　主将）、小野沢洋（元日本サッカー協会 メディアオフィサー）、塩見要次郎（読売新聞 記者）、ペナルティ ヒデ（お笑い芸人）
第53回 「山崎貴と日本VFX」
本放送：2023年10月30日
ゲスト：山崎貴（映画監督）
第54回 「タニタ」
本放送：2023年11月13日
ゲスト：谷田千里（株式会社タニタ 代表取締役社長）、加藤めぐ美（丸の内タニタ食堂 元厨房責任者）、猪野正浩（株式会社タニタ元広報部長「タニタ食堂」の名づけ親）、西澤美幸（株式会社タニタ 開発部首席研究員）
第55回 「写真週刊誌」
本放送：2023年11月27日
ゲスト：元木昌彦（元『FRIDAY』『週刊現代』 編集長）、山本伊吾（元『FOCUS』編集長）、宮嶋茂樹（元『FRIDAY』専属カメラマン）、中村竜太郎（元『週刊文春』記者）
第56回 「三菱鉛筆」
本放送：2023年12月11日
ゲスト：深井明（三菱鉛筆 元生産部門技術者）、大橋謙二（『クルトガ』『ジェットストリーム』営業部門リーダー）、小林武（『クルトガ』『ジェットストリーム』開発担当）、高畑正幸（文具王）
第57回 「伝説の編集者・鳥嶋和彦」
本放送：2023年12月25日
ゲスト：鳥嶋和彦（漫画 編集者）
第58回 「石見銀山」
本放送：2024年1月15日
ゲスト：中田健一（大田市役所 石見銀山課 課長補佐）、大國晴雄（元大田市役所 石見銀山課 課長）、中村宣郎（中村ブレイス株式会社 代表取締役）、河村政二（大田市のレンタサイクル、食堂の経営者）
立会人：下間久美子（元文化庁文化財第二課主任文化財調査官）
第59回・第60回 「タツノコプロ」＜前編＞・＜後編＞
本放送：2024年1月29日・同年2月5日
ゲスト：笹川ひろし（アニメ監督）、大河原邦男（メカニックデザイナー）、天野喜孝（キャラクターデザイナー）、石川光久（Production I.G 代表取締役会長）
立会人：氷川竜介（アニメ研究家）
第61回 「魔法の天使クリィミーマミ」
本放送：2024年2月19日
ゲスト：伊藤和典（原案・脚本）、高田明美（キャラクターデザイン）、望月智充（演出・監督）
立会人：高橋望（元アニメージュ編集者）
第62回 「KINCHO」
本放送：2024年4月8日
ゲスト：上山久史（大日本除虫菊株式会社 取締役相談役）、大野泰史（大日本除虫菊株式会社 新製品開発班リーダー）、浮田涼子（大日本除虫菊株式会社 予防製品開発班リーダー）、小林洋子（大日本除虫菊株式会社 エアゾール製品開発班リーダー）、引土知幸（大日本除虫菊株式会社 効力試験班リーダー）
第63回 「パワフルプロ野球」
本放送：2024年4月15日
ゲスト：豊原浩司（（株）コナミデジタルエンタテインメント シニアプランナー）、西川直樹（（株）コナミデジタルエンタテインメント シニアプランナー）、濱見太輝（（株）コナミデジタルエンタテインメント ディレクター）
立会人：林克彦（ファミ通グループ代表）
第64回 「ホテルニューオータニ」
本放送：2024年4月29日
ゲスト：高山剛和（株式会社ニュー・オータニ 取締役 ）、中島眞介（株式会社ニュー・オータニ 総料理長）、谷野由莉（株式会社ニュー・オータニ 宿泊部ゲストサービス課長）
立会人：山川清弘（株式会社 東洋経済新報社 編集委員）
第65回 「駄菓子業界の3M」
本放送：2024年5月13日
ゲスト：松尾裕二（チロルチョコ株式会社 代表取締役社長）、中村元洋（株式会社おやつカンパニー 常務執行役員 営業本部長）、田中依子（丸川製菓株式会社 代表取締役）
立会人：丸山桂里奈（元サッカー日本女子代表）
第66回 「ぷよぷよ」
本放送：2024年6月10日
ゲスト：米光一成（ゲームクリエイター）、細山田水紀（現総合プロデューサー）、正廣康伸（元コンパイル取締役 現セガeSports推進室）、髙橋哲也（元セガ運営ゲームセンター勤務）
VTR出演：仁井谷正充（元コンパイル代表取締役）
第67回 「角ハイボール」
本放送：2024年6月24日
ゲスト：奈良匠（ウイスキー事業部 部長）、竹内淳（角ハイボールジョッキ生みの親）、秋山武史（角ハイボール酒場コンセプト企画）
第68回 「三島食品 ゆかり」
本放送：2024年7月8日
ゲスト：三島豊（三島食品 代表取締役会長）、馬場堅治（三島食品 前・研究所長 品種開発担当）、重野敦史（三島食品 商品企画担当）、河野優芽（三島食品 商品試作担当）、佐伯俊彦（三島食品 広報担当）
第69回 「カルピスウォーター」
本放送：2024年7月22日
ゲスト：柳原康夫（アサヒ飲料 商品開発部長）、南川元司（ブランドマーケティング担当本部長）、増島佳子（商品研究所長）、養畑英幸（カルピス ブランドマネージャー）
第70回 「QRコード」
本放送：2024年8月19日
ゲスト：原昌宏（QRコードの生みの親／株式会社デンソーウェーブ エッジプロダクト事業部主席技師）、渡部元秋（株式会社デンソーウェーブ 技術開発部開発企画室主任）、黒部高広（株式会社デンソーウェーブ マーケティング本部 本部長）、水越宏明（株式会社デンソーウェーブ 執行役員 兼 ソリューション事業部事業部長）
第71回 「SNK格ゲー」
本放送：2024年9月2日
ゲスト：足立靖（サムライスピリッツ ディレクター）、田邉豊寿（ザ・キング・オブ・ファイターズ ディレクター）、小田泰之（餓狼伝説 現プロデューサー）
第72回 「ツチノコ」
本放送：2024年9月16日
ゲスト：三上丈晴（月刊ムー 五代目編集長）、山口直樹（ツチノコ研究家）、白輪剛史（日本爬虫類両生類協会 理事長）、三浦伸治（東京スポーツ新聞社 UMAデスク編集者）
立会人：今井友樹（記録映画監督）
第73回 「エアガン」
本放送：2024年9月23日
ゲスト：島村優（東京マルイ 営業部マーケティング課 課長）、岩澤茂（東京マルイ 専務取締役兼開発部長）、鈴木宏一（マルゼン常務取締役）
立会人：狩野大輔（アームズマガジン編集部）
第74回 「平成グラドル」
本放送：2024年9月30日
ゲスト：熊田曜子 、磯山さやか 、中島史恵
立会人：吉田豪
第75回 「じゃがりこ」
本放送：2024年10月14日
ゲスト：山崎裕章（じゃがりこ生みの親）、柳井秀政（カルビー株式会社／3代目担当）、永吉真衣（カルビー株式会社／現担当）
第76回 「ドラゴンクエスト」
本放送：2024年11月11日
ゲスト：堀井雄二（ゲームデザイナー）、中村光一（ゲームディレクター）
第77回 「Mr.マリック・超魔術ブーム」
本放送：2024年11月25日
ゲスト：Mr.マリック（超魔術師・サイキックエンターティナー）、大塚恭司（元 日本テレビ「WIDE SHOW 11PM」の演出・映画監督）、将魔（イリュージョニスト）
第78回 「ゾイド」
本放送：2024年12月9日
ゲスト：徳山光俊（ゾイド生みの親）、二階堂輝夫（ゾイド エンジニア）、田島豊（開発担当）、片山周（デザイナー）、内藤豪（マーケティング担当）
第79回 「ミツカンと日本の鍋」
本放送：2024年12月23日
ゲスト：村重祐介（ぽん酢カテゴリー企画部長）、奥嶋伊織（鍋つゆカテゴリー 商品開発担当）、山本信也（ごま豆乳鍋つゆ生みの親）、高鳥順（味確認室）
第80回 「天下一品」
本放送：2025年1月6日
ゲスト：村河美由（商品開発・マーケティングを歴任）、角田賢紀（スーパーバイザー）、SUGIZO（ミュージシャン）、くっきー!（野性爆弾）
第81回 「モンスターハンター」
本放送：2025年1月20日
ゲスト：藤岡要（シリーズディレクター）、辻本良三（シリーズプロデューサー）、井上聡（次長課長）
第82回 「ムシキング」
本放送：2025年1月27日
ゲスト：根布谷朋範（ムシキング ゲームデザイナー）、西山太郎（大会運営担当）、池田裕輝（カード／グラフィックデザイン担当）、阿部活（「小学二年生」元編集長）
VTR出演：植村比呂志（ムシキング チームリーダー）
第83回 「くまモン」
本放送：2025年2月3日
ゲスト：鳥居薫順（熊本県くまモン課 課長）、磯田淳（関西プロモーション担当／熊本県大阪事務所次長）、蒲池沙織（熊本県くまモン課 職員）
立会人：亀山早苗（フリーライター）
第84回 「ものまねブーム」
本放送：2025年2月17日
ゲスト：コロッケ、原口あきまさ、レッツゴーよしまさ、松浦航大
第85回 「超熟」
本放送：2025年2月24日
ゲスト：根本力（敷島製パン株式会社 常務取締役 上席執行役員）、亀村勝也（敷島製パン株式会社 「超熟」開発担当）、志方利光（敷島製パン株式会社 広告・宣伝担当）、栗田木綿子（敷島製パン株式会社 国産小麦商品の開発担当）
立会人：稲垣智子（一般社団法人 日本パンコーディネーター協会代表）
第86回 「あの頃のヴェルディ」
本放送：2025年3月3日
ゲスト：武田修宏、都並敏史、松木安太郎（いずれもサッカー元日本代表）
立会人：土田晃之
特番「バンドブーム2時間SP」
本放送：2025年3月9日
ゲスト：サンプラザ中野くん・パッパラー河合（爆風スランプ）、富田京子（プリンセス プリンセス）、杏子（BARBEE BOYS）、大槻ケンヂ（筋肉少女帯）、森若香織（GO-BANG'S）、JILL（PERSONZ）
立会人：千秋
第87回 「サイボーグ009」
本放送：2025年3月17日
ゲスト：早瀬マサト（株式会社石森プロ・シニア萬画クリエイター）、井上和彦（声優・サイボーグ009／島村ジョー役）、酒井あきよし（シナリオライター）
立会人：高橋望（元アニメージュ編集者）
第88回 「名場面プレイバック編」（総集編）
本放送：2025年3月24日
取り上げた回：プロダクト編（QRコード・アロンアルフア）、サブカル編（タツノコプロ・マクロス）、対談編（ドラゴンクエスト・浦沢直樹）
第89回 「シャウエッセン」
本放送：2025年4月3日
ゲスト：松本之博（日本ハム株式会社 常務執行役員 加工事業本部長）、長田昌之（日本ハム株式会社 加工事業本部 マーケティング室長）、下田哲（日本ハム株式会社 加工事業本部 商品開発室長）、姫野なつみ（日本ハム株式会社 加工事業本部 ハム・ソーセージ研究開発課）
第90回 「アイボ」
本放送：2025年4月10日
ゲスト：藤田雅博（初代AIBOの開発メンバー）、森田拓磨（現行aiboのソフトウェアを担当）、伊豆直之（現行aiboのハードウェアを担当）、神宮司有加（現行aiboの商品企画を担当）
第91回 「たまごっち」
本放送：2025年4月24日
ゲスト：本郷武一（初代たまごっちオフィサー）、辻太郎（現たまごっちオフィサー）、青柳知里（現たまごっちの企画・開発）
VTR出演：横井昭弘（たまごっちの企画提案者）
立会人：矢口真里（元モーニング娘。）
第92回 「J-WAVE」
本放送：2025年5月8日
ゲスト：クリス・ペプラー（タレント・ナレーター）、佐藤輝夫（株式会社シャ・ラ・ラ・カンパニー相談役）、久保野永靖（元 J-WAVE 編成局長）、秀島史香（ラジオDJ）
VTR出演：大倉眞一郎（元 電通ラジオ局）
第93回 「外国人タレント」
本放送：2025年5月22日
ゲスト：デーブ・スペクター、ダニエル・カール、パンツェッタ・ジローラモ
立会人：アントニー（マテンロウ）
第94回 「ナレーター」
本放送：2025年6月19日
ゲスト：木村匡也、真地勇志、阪井あかね
第95回 「タミヤRCカー」
本放送：2025年7月3日
ゲスト：滝文人（営業部 営業企画）、湯淺知巳（デザイン部 グラフィックデザイン課）、前住諭（営業部 営業企画課 係長）
立会人：荻原次晴（タレント・スポーツキャスター）
第96回 「相模鉄道 都心直通プロジェクト」
本放送：2025年7月17日
ゲスト：鈴木昭彦（取締役 経営統括部長）、飛川和範（経営統括部CS・広報担当課長代理）、村松健太郎（運輸車両部 車両課長）
立会人：吉川正洋（ダーリンハニー）
第97回 「アイドルマスターシリーズ」
本放送：2025年8月7日
ゲスト：坂上陽三（元総合プロデューサー）、中村繪里子（天海春香役）、波多野公士（バンダイナムコエンターテインメント AE事業部 765プロダクション ゼネラルマネージャー）、梅木馨（バンダイナムコエンターテインメント シリーズ イベント統括）
VTR出演：小山順一朗（アーケード版 アイドルマスタープロデューサー）
第98回 「『刃牙』シリーズと格闘技漫画」
本放送：2025年8月14日
ゲスト：板垣恵介（「刃牙」シリーズ原作者）

## スタッフ
- ナレーター：豊田綾乃（第1 - 18回、第20 - 34回、第43回、第45 - 55回、第57 - 68回）、小倉弘子（第19回、第35回、第37回）、皆川玲奈（第36回、第38 - 42回、第44回）、外山惠理（第56回）、小林由未子（第69回 - ）
- 構成：塩沢航
- SW：上田軌行
- CAM：平野真衣（以前はCA）
- VE：武田和浩、宮本学【週替り】
- AUD：浮所哲也、近藤友里子、本間祥吾、江川祐【週替り】
- LD：大場圭佑
- CA：林孝亮、中村百花
- LT：毛利克也
- TM：橋本雄司
- 美術：矢野雄一郎
- メイク：田崎ちひろ、高取まき、宮沢愛海、上野山聖菜、小野かおり、熊谷浪江、下地可純、一安夏希、山口梨華【週替り】
- 音効：高津浩史（Massive）、佐伯綾乃
- イラスト：花岡諒、山里將樹、出口陽平
- 技術協力：ニューテレス、Multi Backs、fmt、TOWER LAB.（EED・MA）
- 編成：魚津昌利
- リサーチ：朝倉千尋
- 宣伝：大沼知央
- AP：杉山祐香、白川奈也実
- ディレクター：山田航己、山田桜、笹岡京志朗、増田柚花、奧山舞子、塩原大貴、斎藤龍二、杉原和奏、徳田修也
- 演出：大田善紀、松井育海
- 総合演出：新井勝也
- プロデューサー：山崎勝
- 制作プロデューサー：山口健一
- 制作：IVS41
- 製作著作：BS-TBS

### 過去のスタッフ
- CAM：川上修平、宮﨑健司、木俣希、有田寛
- VE：水野博道、斎藤雄一
- LT：佐藤太志、須藤淳、津保久夕